# Wilhelm Deisen
Wilhelm „Willy“ Deisen (* 7. April 1887 in Bremen; † 23. Februar 1962 ebenda) war ein deutscher kommunistischer Politiker.

## Leben
Der Sohn eines Zigarrenmachers erlernte den Beruf des Malers, absolvierte die Meisterprüfung und trat der SPD bei. Während des Ersten Weltkrieges schloss Deisen sich den „Bremer Linksradikalen“ und den aus diesen hervorgegangenen Internationalen Kommunisten Deutschlands (IKD) an und war seit ihrer Gründung Mitglied der KPD. Während der Jahre 1918 bis 1922 galt Deisen, der in dieser Zeit bei der AG Weser arbeitete, als führender revolutionärer Aktivist auf den Bremer Werften. 1920 wurde Deisen KPD-Landesvorsitzender in Bremen und wurde 1922 in die Bremische Bürgerschaft sowie 1923 in den Zentralausschuss seiner Partei gewählt. 1923 übernahm Deisen, der innerparteilich zu den Anhängern des „rechten“ Flügels um Heinrich Brandler und August Thalheimer zählte, zusätzlich den Vorsitz des Parteibezirkes Nordwest. Nach dem Parteitag in Frankfurt 1924 verschlechterte sich aber nach der Installierung der neuen Führung um die „Parteilinken“ Ruth Fischer und Arkadi Maslow seine innerparteiliche Stellung. Im Mai des Jahres in den Reichstag gewählt, musste er zugunsten von Rudolf Lindau auf sein Mandat verzichten, nach Auseinandersetzungen mit dem neuen Bezirksleiter Eugen Eppstein wurde er im Januar 1925 zusammen mit seinem Parteifreund Karl Jannack und über 20 weiteren Mitgliedern aus der Partei ausgeschlossen.
Nach der Absetzung der Fischer-Maslow-Führung Ende 1925 wieder Parteimitglied, leitete Deisen ab 1926 den Bezirk Nordwest der Roten Hilfe und wurde 1927 erneut in die Bremer Bürgerschaft gewählt. Nach der Wittorf-Affäre und der erneuten ultralinken Wende der KPD unter der Führung von Ernst Thälmann wurde Deisen, welcher sich seit seiner Wiederwahl in die Bürgerschaft zunehmend kritischer mit dem Kurs der KPD auseinandersetzte, im Januar 1929 gemeinsam mit seinem politischen Weggefährten und Schwager Adolf Ehlers zum zweiten Mal aus der Partei ausgeschlossen. Er trat nun der Kommunistischen Partei-Opposition (KPD-O) um Brandler und Thalheimer bei und wechselte gemeinsam mit deren Minderheit 1932 zur Sozialistischen Arbeiterpartei Deutschlands (SAPD) über.
Ab 1929 wieder als Malermeister tätig und im Bremer Kunstverein auch künstlerisch aktiv, trat Deisen 1945 wieder der KPD bei, war dort aber nicht mehr in das Parteileben involviert und unterhielt enge Beziehungen zu Brandler und der Gruppe Arbeiterpolitik. Durch ein Herzleiden gesundheitlich angeschlagen, verbrachte er ab 1948 den Rest seines Lebens im Ruhestand in Bremen.